# Sagil, Uvs
Sagil (tiếng Mông Cổ: Сагил) là một sum của tỉnh Uvs ở Mông Cổ. Vào năm 2008, dân số của sum là 2.343 người.

## Địa lý
Sum có diện tích khoảng 3.800 km2. Trung tâm sum, Kharkhod, nằm cách tỉnh lỵ Ulaangom 60 km và thủ đô Ulaanbaatar 1.620 km.

### Khí hậu
Sagil có khí hậu bán khô hạn. Nhiệt độ trung bình hàng năm trong khu vực là 0 °C. Tháng ấm nhất là tháng 7, khi nhiệt độ trung bình là 26 °C và lạnh nhất là tháng 1, với −26 °C.

## Hành chính
Sum được chia thành 5 bag (xã):
- Bayanzürkh
- Borshoo
- Öndörmod
- Üüregnuur
- Kharmod

## Kinh tế
Sum có một trường học, bệnh viện, khu dịch vụ và nhà nghỉ.